# Warren Michelson
Pour les articles homonymes, voir Michelson.
Warren Michelson est un homme politique provincial canadien de la Saskatchewan. Il représente la circonscription de Moose Jaw North à titre de député du Parti saskatchewanais de 2007 à 2020.

## Biographie
Né à Lipton (en) en Saskatchewan, Michelson travaille comme président de la Chambre de commerce de la Saskatchewan avant son entrée à l'Assemblée législative.